# École nationale supérieure des mines de Nancy
De École nationale supérieure des mines de Nancy is een Franse universiteit, grande école d'Engineering, opgericht in 1919 als Institut métallurgique et minier. De universiteit is lid van de Conférence des Grandes Ecoles. Met een multidisciplinair curriculum leidt zij in ingenieurs op die vervolgens voornamelijk in de industrie en als wetenschapper werken, zowel in Frankrijk als in het buitenland. Naast de campus te Nancy is er ook een campus in Saint-Dié-des-Vosges.
Na afloop van de Eerste Wereldoorlog had Frankrijk diverse Duitse gebieden weer in bezit teruggekregen. Met het vertrek van het lokale Duitse personeel ontstond er behoefte aan een lokale opleiding voor ingenieurs. In 1919 werd daarom in Nancy het Institut métallurgique et minier opgericht.

## Beroemde afgestudeerden
- Jean-Claude Trichet, van 2003 tot 2011 voorzitter van de Europese Centrale Bank.